# لایکا
لایکا (به روسی: Лайка) (حدود ۱۹۵۴ – ۳ نوامبر ۱۹۵۷) سگی فضانورد متعلق به اتحاد جماهیر شوروی و نخستین حیوانی بود که مدار زمین را دور زد. او همچنین نخستین جانداری بود که در این مدار مُرد.

## تاریخچه
گروهی از دانشمندان هوافضا بر این باور بودند که انسان نمی‌تواند شرایط پرتاب سفینه یا شرایط فضای خارج از جو زمین را تاب بیاورد، پس مهندسان، فرستادن حیوانات به فضا و بررسی وضعیت آنان را گامی لازم برای مأموریت‌های آتی انسان دانستند.
لایکا سگی ماده و بدون صاحب بود که همراه با دو سگ دیگر مورد آموزش قرار گرفت و در نهایت، به عنوان سگ فضانوردی که قرار بود همراه با فضاپیمای اسپوتنیک ۲ به فضا فرستاده شود انتخاب‌شد. با توجه به اینکه در این برهه از زمان، اطلاع از تأثیر سفرهای فضایی بر موجودات زنده بسیار ناچیز بوده و تکنولوژیِ خارج‌کردن از مدار نیز هنوز توسعه نیافته بود، دانشمندان امکان زنده‌ماندن لایکا را نامحتمل می‌دانستند. به‌علاوه اسپوتنیک ۲ برای بازگشت طراحی نشده‌بود و لایکا در هر صورت می‌مرد. تنها دانشمندان بر آن بودند تا از طریق خوراندن غذایی آلوده به سم، مرگی از روی ترحم را برای حیوان به اجرا بگذرانند.

## پرتاب با اسپوتنیک ۲ به فضا
سفینهٔ اسپوتنیک ۲ در تاریخ ۳ نوامبر ۱۹۵۷ از پایگاه فضایی بایکونور به فضا پرتاب شد. حسگرها ضربان قلب لایکا را پیش از پرتاب ۱۰۳ بار در دقیقه و پس از پرتاب ۲۴۰ بار در دقیقه ثبت نمودند. پس از رسیدن سفینه به مدار زمین، دماغه مخروطی اسپوتنیک با موفقیت از آن جدا گردید، اما هستهٔ «بلوک A» بر خلاف آنچه برنامه‌ریزی شده بود جدا نشد و در نتیجه، سیستم کنترل دمای سفینه دچار اختلال گردید. با کنده‌شدن برخی از عایق‌های حرارتی، دمای کابین به ۴۰ درجهٔ سانتی‌گراد رسید. ۳ ساعت پس از رسیدن به شرایط بی‌وزنی، ضربان قلب لایکا سرانجام به ۱۰۲ بار در دقیقه بازگشته بود که این زمان، ۳ برابر طولانی‌تر از زمان انجام آزمایش‌ها در زمین بود.

## مرگ لایکا
دورسنجی‌های اولیه حکایت از اضطراب لایکا داشت بااین‌حال او غذا می‌خورد. سرانجام پس از گذشت تقریباً ۵ تا ۷ ساعت پس از پرواز، علایم حیاتی لایکا قطع گردید.
علت اصلی مرگ لایکا تا سال ۲۰۰۲ از عموم مخفی نگاه‌داشته شد. در این مدت مرگ او را ناشی از اتمام اکسیژن در روز ششم به‌دلیل از کارافتادن باتری‌های سفینه اعلام کرده بودند یا بنا بر ادعاهای اولیهٔ دولت اتحاد جماهیر شوروی، لایکا را پیش از اتمام ذخیرهٔ اکسیژنش کشته‌بودند تا زجر نکشد. در ۱۹۹۹ برخی منابع روسی گزارش دادند که لایکا در روز چهارم بر اثر افزایش بیش از اندازهٔ گرمای کابین مرده‌است. سرانجام دیمیتری مالاشنکف، از دانشمندان مسئول مأموریت اسپوتنیک ۲، در اکتبر ۲۰۰۲ اعلام داشت که لایکا، در چهارمین گردش سفینه، بر اثر گرمای بیش از اندازه مرده‌است. به دلیل از کار اُفتادگی رادیاتورهای خنک‌کننده و سیستم تهویه هوا، هوای کابین به دمای ۶۲ درجه سانتی‌گراد و رطوبت ۸۳٪ رسید و لایکا پس از ۲ الی ۴ ساعت جان سپرد.

## دستاورد و یادبود
هدف این آزمایش ثابت کردن این موضوع بود که آیا سرنشین زندهٔ سفینهٔ فضایی می‌تواند، مرحلهٔ پرتاب را سلامت پشت سر گذاشته، وارد مدار گردیده و شرایط بی‌وزنی را تجربه کند و راه را برای سفرهای فضایی انسان هموار ساخته و به دانشمندان این امکان را بدهد تا به نخستین اطلاعات در زمینهٔ چگونگی عکس‌العمل ارگانیسم‌های زنده دربرابر محیط‌های سفرهای فضایی دست یابند. اولگ گزنکی، یکی از دانشمندان مسئول در پرتاب لایکا به فضا، از اینکه اجازه دادند او در فضا بمیرد اعلام پشیمانی کرد:
هرچه زمان بیشتری میگذرد احساس پشیمانی بیشتری می‌کنم. ما نباید این کار را می‌کردیم … چیزهایی که یادگرفتیم به اندازه‌ای نبود که بتوان مرگ یک سگ را توجیه کرد.
در ۱۱ آوریل ۲۰۰۸، مقامات روسی از مجسمهٔ یادبود لایکا در نزدیکی مرکز تحقیقات فضایی این کشور در مسکو، جایی که لایکا را برای مأموریت فضائی آماده ساخته بودند پرده‌برداری کردند. این یادبود مجسمه‌ای کوچک از سگی است که بر بالای موشکی ایستاده‌است.